# Jean-Baptiste Charcot
Jean-Baptiste Charcot (ur. 15 lipca 1867 w Neuilly-sur-Seine, zm. 16 września 1936 na morzu u wybrzeży Islandii) – francuski lekarz, żeglarz i badacz obszarów polarnych.
Zorganizował i poprowadził dwie wyprawy antarktyczne w latach 1903–1905 i 1908–1910, podczas których przebadano i zmapowano tysiące kilometrów nieznanych wówczas wybrzeży Antarktydy. Podczas I wojny światowej dowodził statkami-pułapkami (ang. Q-ship) do zwalczania niemieckich okrętów podwodnych. Po wojnie prowadził ekspedycje arktyczne. W 1928 roku brał udział w bezowocnych poszukiwaniach francuskiego wodnosamolotu Latham 47 z Roaldem Amundsenem (1872–1928) i Leifem Dietrichsonem (1890–1928) na pokładzie. Zajmował się przygotowaniem i organizacją II Międzynarodowego Roku Polarnego z ramienia Francji, w tym opracowaniem planu badań, lokalizacją i organizacją stacji badawczej w Scoresby Sund na Grenlandii.
Zginął tragicznie w drodze z Grenlandii do Francji po tym jak jego statek „Pourquoi-Pas? IV” wpadł na skały i zatonął w rejonie Alftanes u wybrzeży Islandii. Był synem lekarza neurologa Jeana-Martina Charcota (1825–1893).

## Życiorys
Jean-Baptiste Étienne Auguste Charcot urodził się 15 lipca 1867 roku w Neuilly-sur-Seine jako drugie dziecko francuskiego lekarza neurologa Jeana-Martina Charcota (1825–1893), który kierował szpitalem Salpêtrière i jego żony Augustine-Victoire z domu Laurent-Richard, córki bogatego krawca, miłośnika sztuki i kolekcjonera z Neuilly-sur-Seine .
W latach 1876–1885 uczęszczał do École alsacienne, prywatnej szkoły w Paryżu. W latach szkolnych wykazywał zamiłowanie do sportu, uprawiając m.in. boks, rugby i szermierkę. Swoje pierwsze wakacje spędził w Ouistreham w Bretanii, gdzie nauczył się żeglować od rybaków . Rugby uprawiał z wielkimi sukcesami również w późniejszych latach, zdobywając w 1896 roku z drużyną klubu Olympique de Paris tytuł mistrza Francji w Top 14.
Pod wpływem ojca podjął studia medyczne i pracował w szpitalu Salpêtrière (1890–1894) . Studiował razem z Léonem Daudetem (1867–1942), Jules’em Sottasem (1866–1945) i Henrym Meige (1866–1940) .
W latach 1883–1887 wraz z ojcem brał udział w wielu podróżach, m.in. do Walii (1883), do Belgii, Holandii i Wenecji (1886), Hiszpanii i Maroka (1887) . W 1888 roku przerwał studia i odbył jako felczer służbę wojskową w oddziałach strzelców alpejskich stacjonujących w Pau . W 1891 roku został przyjęty na staż i pojechał z ojcem w podróż do Rosji .   
W 1892 roku nabył swój pierwszy jacht – slup „Courlis” o długości 8,3 m . Po śmierci ojca w 1893 roku odziedziczył pokaźny spadek. W kolejnych latach kupował coraz większe jachty – wszystkie nazywając „Pourquoi-Pas?” (pol. Dlaczego nie?). W 1893 roku przystąpił do budowy swej pierwszej pełnomorskiej jednostki – 19,5-metrowego kutra nazwanego „Pourquoi-Pas?” . W 1896 roku zamienił go na prawie 26-metrowy drewniany szkuner „Pourquoi-Pas? II”; sprzedał go rok później i zastąpił większym szkunerem o stalowym kadłubie i napędzie parowym, nazwanym „Pourquoi-Pas? III” .
W 1895 roku uzyskał stopień doktora nauk medycznych. W następnym roku poślubił Jeanne Hugo – wnuczkę pisarza Wiktora Hugo (1802–1885), która rozwiodła się z Leonem Daudetem (1867–1942). W latach 1896–1898 szefował klinice Uniwersytetu Paryskiego . W 1897 roku pracował dla Instytutu Pasteura, gdzie wraz z Émilem Roux (1853–1933) i Ilją Miecznikowem (1845–1916) prowadził badania nad nowotworami .
W 1898 roku towarzyszył multimilionerowi Vanderbiltowi w podróży w górę Nilu . W 1899 roku odkupił swój dawny szkuner „Pourquoi-Pas? II” i odbył na nim szereg rejsów wzdłuż wybrzeży Wysp Brytyjskich, pokonując m.in. dystans 160 km pomiędzy Lizard a Guernsey w niecałe dziewięć godzin .
W 1900 roku wziął udział w igrzyskach w Paryżu, zdobywając dwa srebrne medale w zawodach jachtów do 0,5 tony . W tym samym roku dzięki wsparciu ministra marynarki Edouarda Lockroya (1838–1913), ojczyma żony, został oficerem marynarki . Na „Pourquoi-Pas? II” opłynął Irlandię . Ponownie sprzedał „Pourquoi-Pas? II” i zakupił szkuner „Rose-Marine” o długości 36,50 m . Kolejne rejsy odbył m.in. na Szetlandy, Hebrydy i Wyspy Owcze (1901), Islandię i wyspę Jan Mayen (1902) oraz na Morze Grenlandzkie. Interesował się tam aktywnością wulkaniczną i łowiskami wielorybów . W 1902 roku po raz pierwszy przekroczył koło podbiegunowe . W tym samym roku wraz z Georges’em Clerc-Rampalem wydał La navigation mise à la portée de tous: manuel pratique de navigation estimée et observée .
W 1905 roku rozwiódł się ze swą pierwszą żoną i wraz z córką Marion zamieszkał u swej siostry Jeanne. W 1907 roku ożenił się ponownie, z Meg Cléry (1874–1960). Jego nowa żona była malarką i towarzyszyła często mężowi w podróżach. W 1907 uroku rodziła im się córka, Monique, a w 1911 kolejna – Martine .

### I wyprawa antarktyczna Charcota (1903–1905)

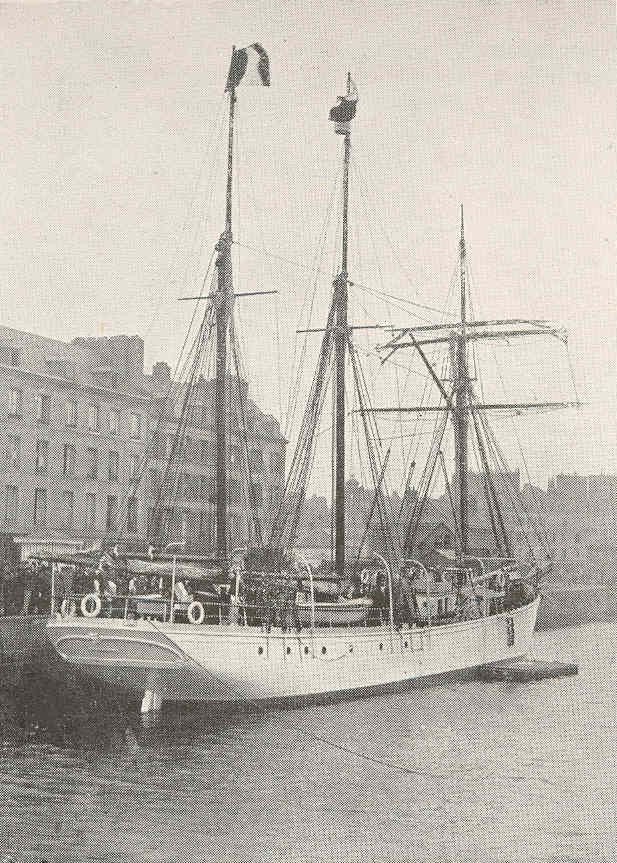
„Français” – statek I wyprawy Charcota (1913)

Od czasów podróży Dumont d’Urville’a (1790–1842) w 1840 roku Francja nie angażowała się przez ponad pół wieku w badania obszarów podbiegunowych. Zafascynowany krainą wiecznych lodów, w 1902 roku Charcot postanowił zorganizować narodową ekspedycję polarną, której celem byłoby zbadanie wybranych rejonów Arktyki. Zachęcony pozytywnym przyjęciem projektu zarówno przez sfery rządowe, jak i opinię publiczną, zaangażował w przygotowania znaczną część prywatnego majątku . Zamówił w Société de Construction Navale w Saint-Malo solidny, 32-metrowy trójmasztowiec projektu François Gautiera i zgromadził załogę . Przy budowie jednostki wzięto pod uwagę rady belgijskiego polarnika Adriena de Gerlache (1866–1934), który w latach 1897–1899 prowadził Belgijską Wyprawę Antarktyczną.
Pomimo patronatu udzielonego wyprawie przez Francuską Akademię Nauk, Société de géographie, ministerstwo marynarki a nawet przez prezydenta republiki Émile’a Loubeta (1838–1929), subwencje państwowe okazały się niewystarczające i Charcot musiał zdać się na darczyńców prywatnych. Dopiero dziennik Le Matin zainicjował ogólnonarodową zbiórkę pieniędzy i zapewnił 150 tys. franków, co pozwoliło dopiąć budżet przedsięwzięcia. Aby podziękować narodowi za hojność, Charcot przemianował statek na Français (pol. „Francuz”).
Charcot początkowo planował udać się na północ, jednak po tym jak doszły go wieści o zaginięciu wyprawy antarktycznej szwedzkiego polarnika Otto Nordenskjölda (1869–1928) zmienił plany i postanowił wyruszyć na południe, by wspomóc akcję poszukiwawczą. Na zmianę planu wpływ miała również chęć kontynuowania prac kartograficznych de Gerlache’a i eksploracji zachodniego wybrzeża Półwyspu Antarktycznego do Wyspy Adelajdy i Wyspy Aleksandra.
„Français” opuścił port w Hawrze 27 sierpnia. Wśród członków załogi znaleźli się de Gerlache (który opuścił wyprawę podczas postoju w Brazylii) i Paul Pléneau, fotograf ekspedycji, a wszyscy inni członkowie ekspedycji poza dwoma rekrutowali się z ochotników.
Trasa na południe wiodła przez Pernambuco w Brazylii, Buenos Aires w Argentynie, Smith Island w Szetlandach Południowych do Flandres Bay na wybrzeżu Ziemi Grahama i Booth Island w Wilhelm Archipelago . Podczas postoju w Buenos Aires, Charcot otrzymał informacje o odnalezieniu wyprawy Nordenskjölda, co pozwoliło na skupieniu się na celach badawczych ekspedycji. Prace badawcze prowadzić mieli André Matha (1873–1915) (hydrologia), Joseph-Jean Rey (1873–1930) (meteorologia, oceanografia) oraz Ernest Gourdon (1873–1955) (geologia, glacjologia) i Jean Turquet (1867–1945) (nauki przyrodnicze), którzy dołączyli do wyprawy w Buenos Aires. Celem Charcota było zbadanie terenów, do których nie dotarli wcześniej de Gerlach i Nordenskjöld – północno-zachodniej części Archipelagu Palmera, Cieśniny Bismarcka i południowo-zachodniego wejścia do Cieśniny Gerlache’a oraz obszar do Wyspy Aleksandra. Wyprawa miała również stwierdzić czy Antarktyda to kontynent czy jedynie archipelag pokrytch lodem wysp.
Wyprawa opuściła Buenos Aires 23 grudnia 1903 roku i 27 stycznia 1904 roku wpłynęła do Cieśniny Drake’a. 1 lutego osiągnęła Szetlandy Południowe, lecz 5 lutego statek zaczął borykać się z problemami silnika, z którymi uporano się po wpłynięciu do Flandres Bay. 19 lutego ekspedycja dotarła do Wiencke Island i naturalnego portu, który Charcot nazwał Port Lockroy na cześć Édouarda Lockroy’a – francuskiego polityka, który pomógł w dofinansowaniu wyprawy.

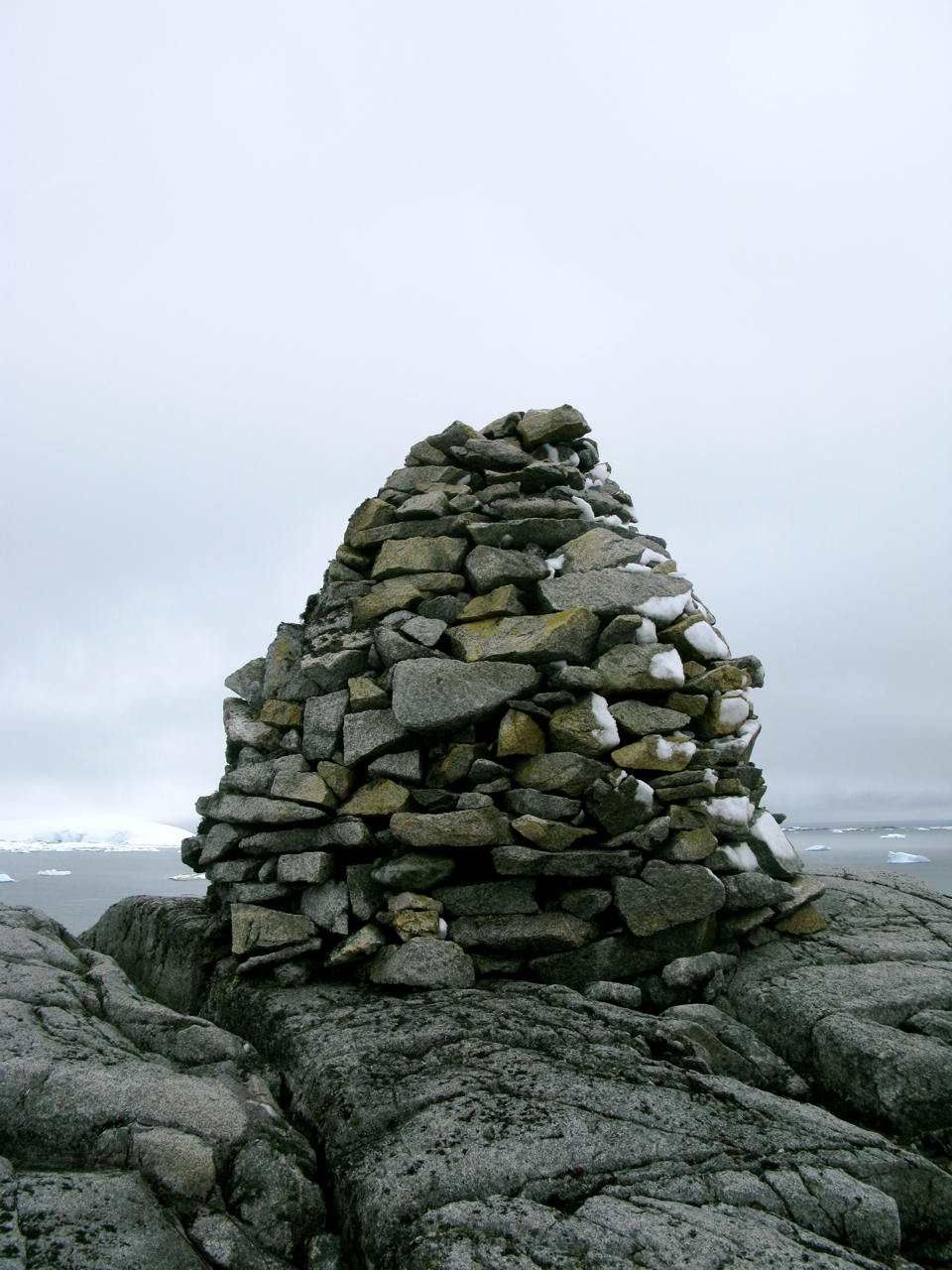
Kopiec Charcota (1904)

Po przekroczeniu 65°S Charcot rozpoczął poszukiwania miejsca na zimowanie i wytypował zawietrzną stronę Booth Island . Na północnej stronie wyspy odkryto niewielką zatokę, którą Charcot nazwał na cześć ojca Port Charcot . Usypano tu kamienny kopiec, na którym zamontowano drewnianą kolumnę i tabliczkę z imionami członków ekspedycji Charcota, którzy zimowali na wyspie . Kopiec znajduje się na liście historycznych miejsc i pomników w Antarktyce (ang. Historic Sites and Monuments in Antarctica, HSM), objętych ochroną na mocy Układu Antarktycznego ze względu na wartość historyczną, dokumentującą odkrycia i badania Antarktyki .
Charcot dobrze przygotował wyprawę do zimowania, korzystając z doświadczeń de Gerlacha. Zabrał materiał do budowy magazynów na instrumenty naukowe oraz zaopatrzenie żywności i picia. Podczas zimowania prowadzono wykłady naukowe i krótkie wypady badawcze, by nie popaść w nudę i marazm.

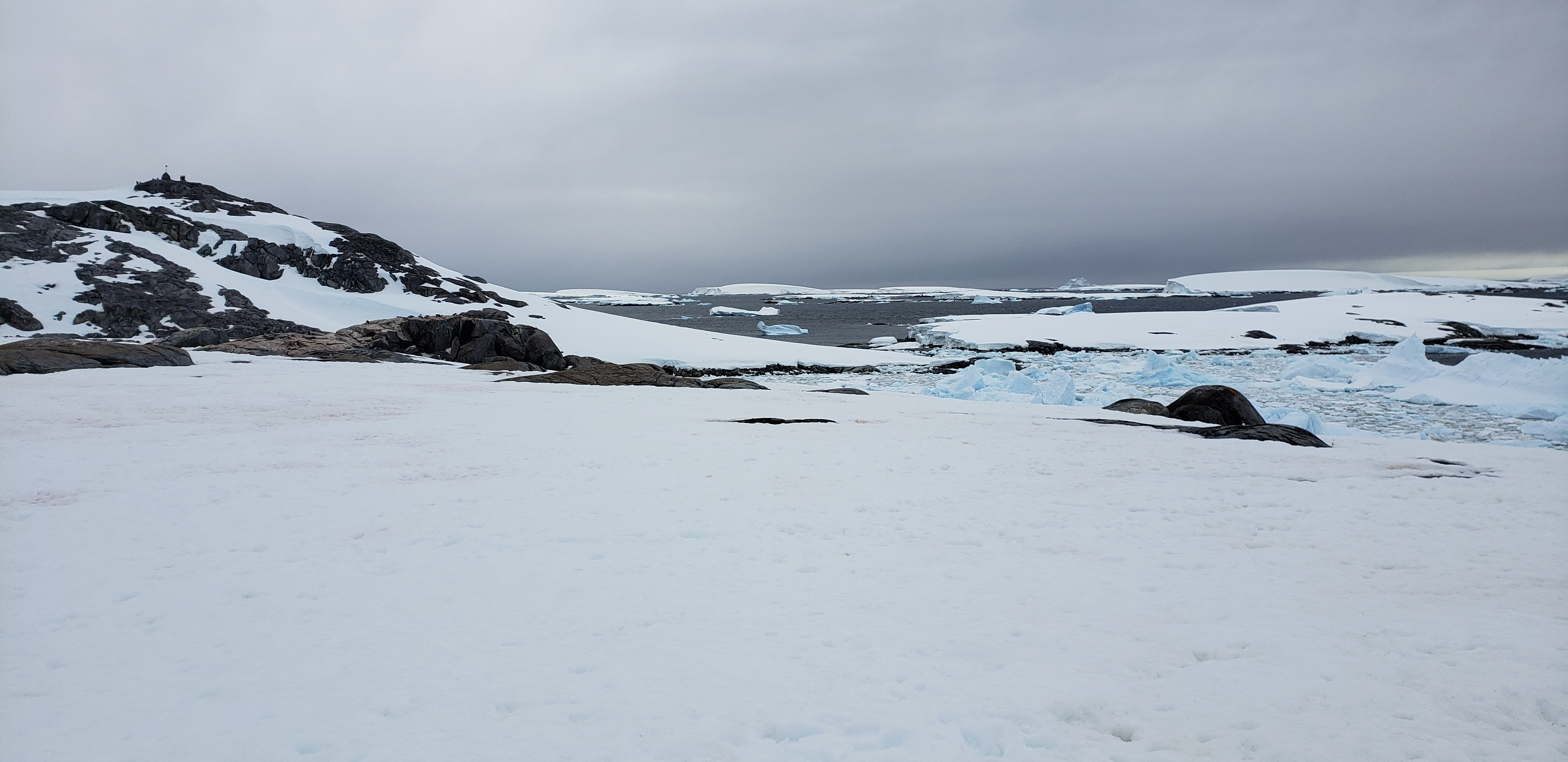
Port Charcot – panorama
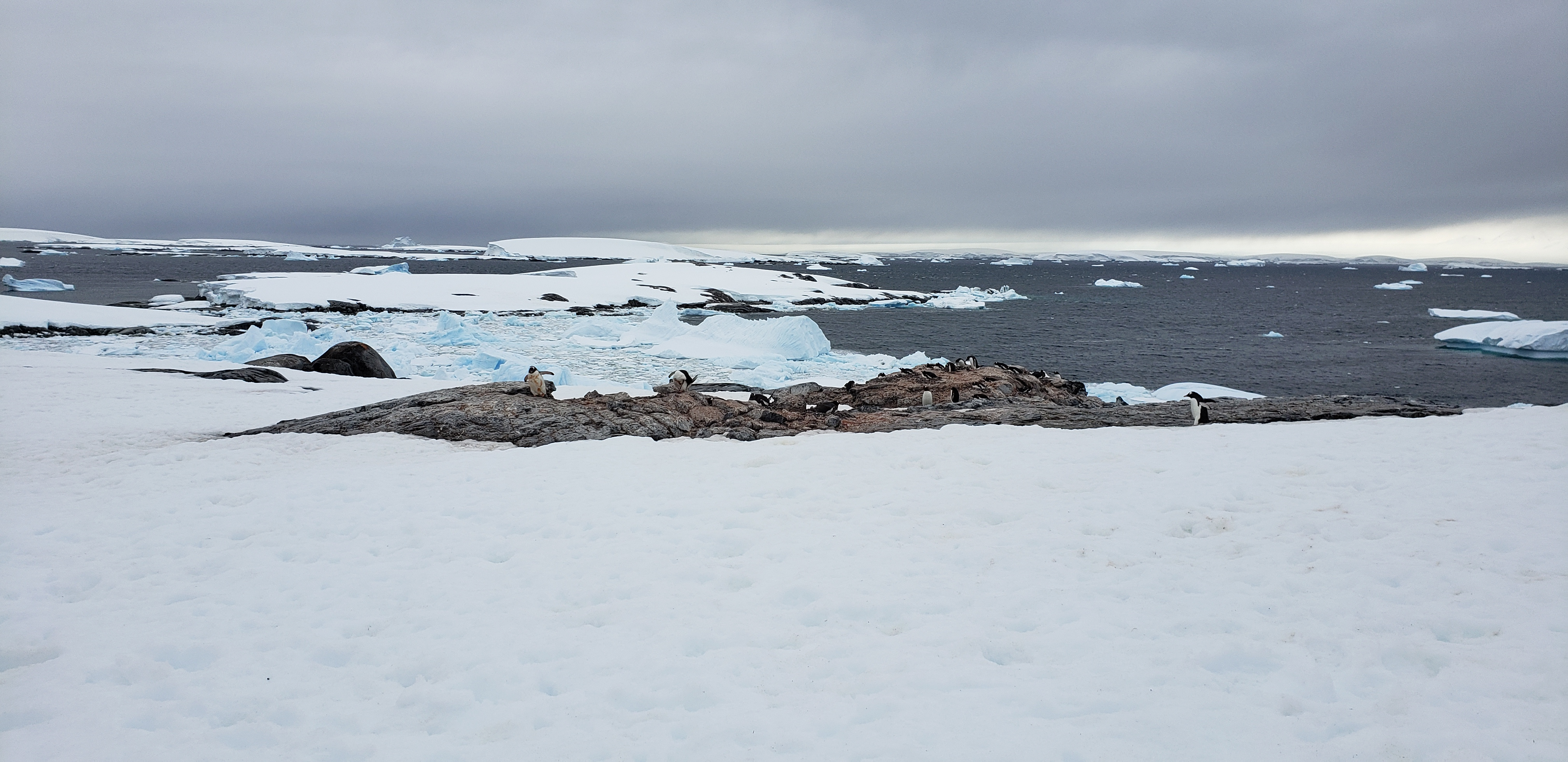
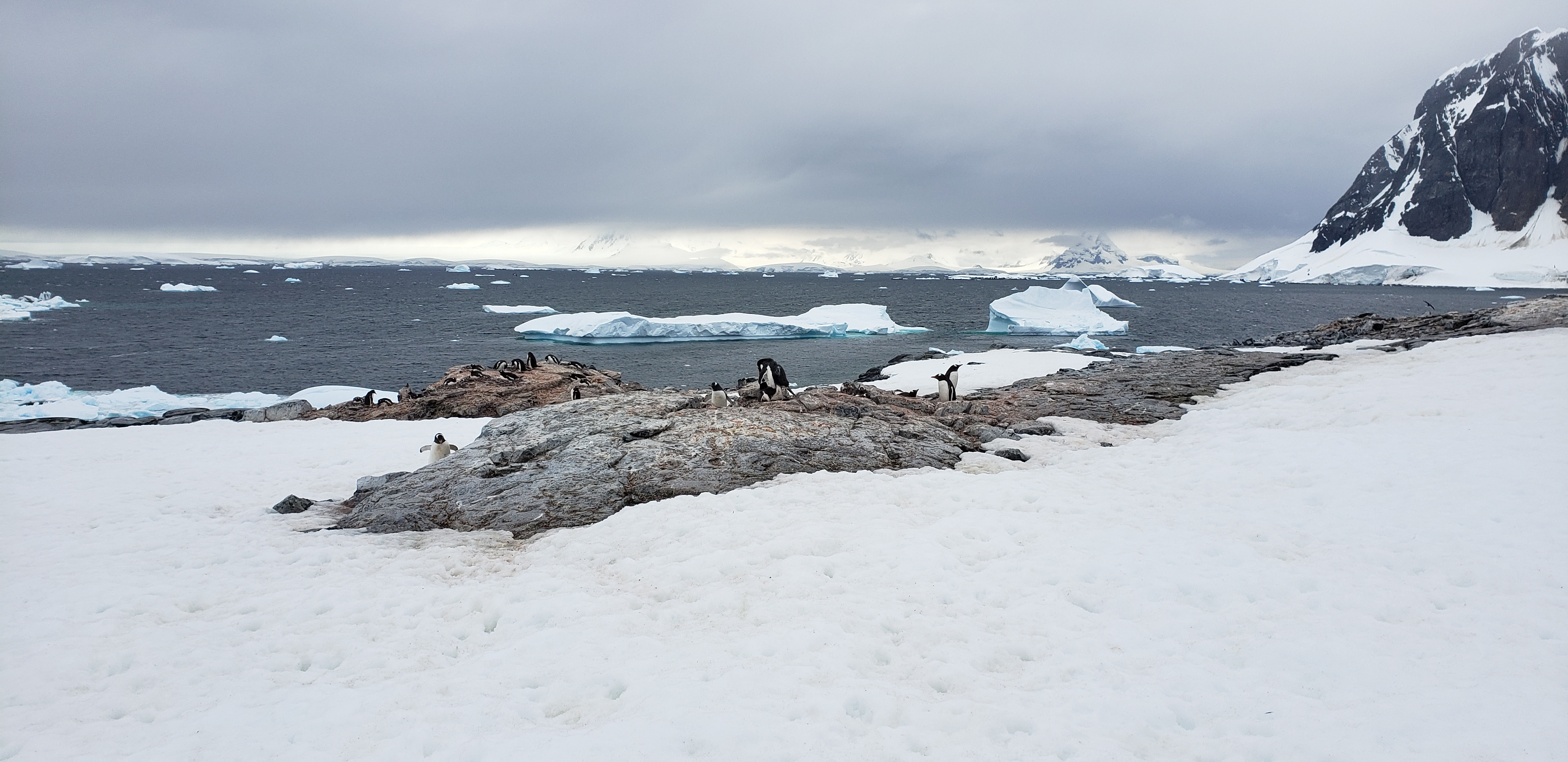

Wraz z nadejściem wiosny, 24 listopada 1904 roku, Charcot razem z Gordonem, Pléneau i dwoma marynarzami, wybrał się łodzią wielorybniczą do Petermann Island, by stamtąd przeprawić się na Półwysep Antarktyczny. Wyprawie udało dotrzeć się na półwysep, gdzie zdobyto Cape Tuxen i zbadano pas wybrzeża na południe od Wysp Biscoe.
25 grudnia, po ustąpieniu lodu, ekspedycja opuściła zatokę, wyruszając w rejs wzdłuż brzegów Ziemi Grahama. W styczniu 1905 roku podróżnicy odkryli fragment wolnej od lodów ziemi, który na cześć swego prezydenta nazwali Wybrzeżem Loubeta. Wiedzieli również Wyspę Alexandra, do której jednak nie mogli dotrzeć. 15 stycznia statek wpłynął na podwodne skały, woda wlewała się do środka a słaby silnik nie był w stanie podtrzymać pracy pomp - woda zatem wybrano ręcznie, i czynność te musiano powtarzać codziennie co godzinę przez 45 minut. Pogorszeniu uległa pogoda i Charcot podjął decyzję o powrocie na północ. Po 16 dniach statek dopłynął do Wiencke Island i 30 stycznia „Français” wpłynął do Port Lockroy, gdzie poddano go naprawom. Do Argentyny dotarł 5 marca 1905 roku a 10 dni później do Buenos Aires. Charcot sprzedał uszkodzony statek władzom argentyńskim, a wyprawa na pokładzie parowca Algérie wróciła do kraju , przywożąc 75 skrzyń eksponatów, sprzętu i notatek.
Podczas wyprawy zbadano ok. 1000 km nieznanych dotąd wybrzeży Półwyspu Antarktycznego i po powrocie wydano na koszt rządu francuskiego 18 tomów publikacji naukowych. Z uwagi na problemy ze statkiem wyprawie nie udało się stwierdzić czy Antarktyda to kontynent.

### II wyprawa antarktyczna Charcota (1908–1910)

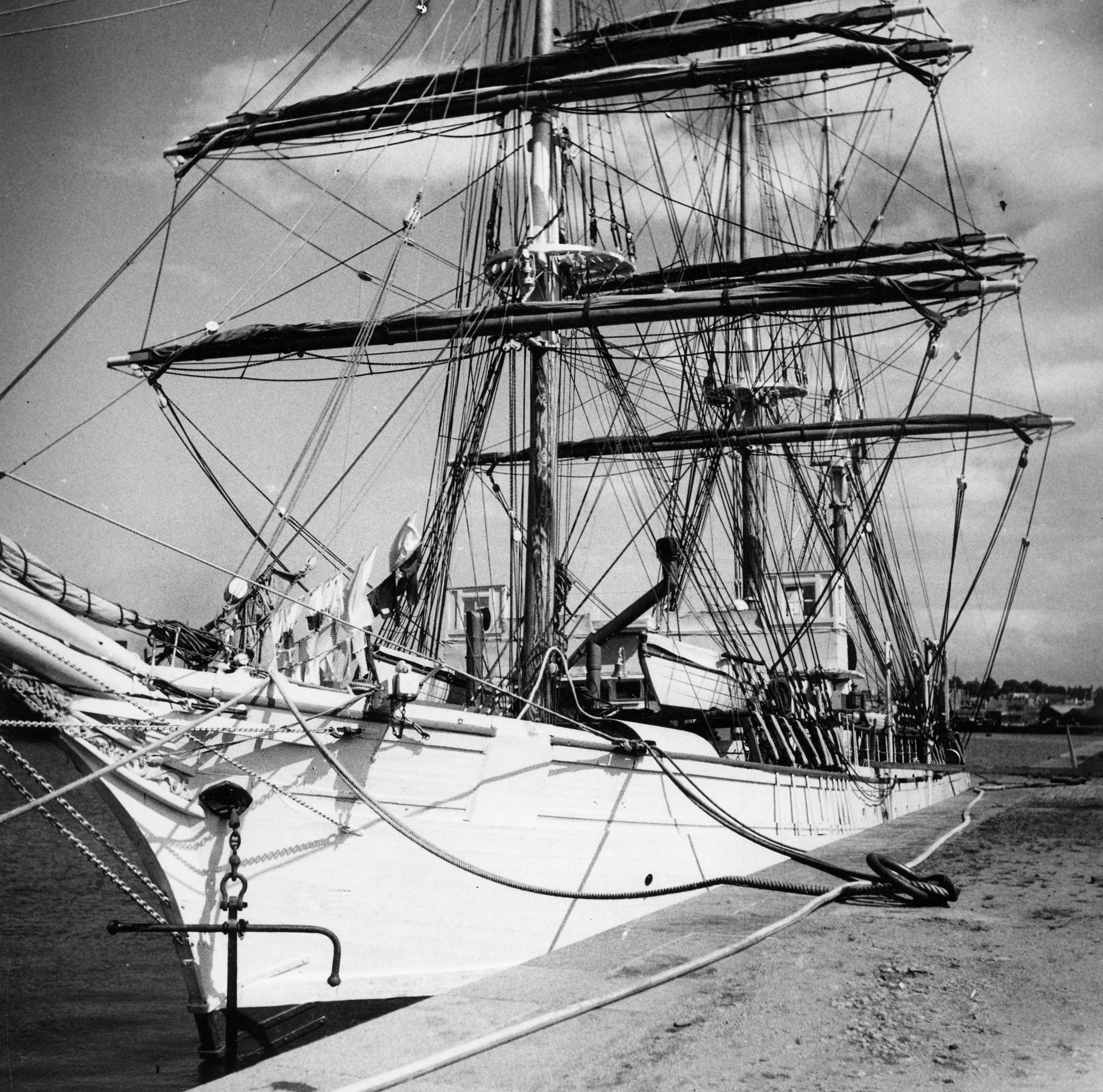
„Pourquoi-Pas? IV” – statek II wyprawy Charcota (1920)

Trasa II wyprawy Charcota w latach 1908–1910

Zainspirowany sukcesem pierwszej ekspedycji i kierowany pragnieniem ostatecznego stwierdzenia czy Antarktyda jest kontynentem Charcot podjął przygotowania do kolejnej wyprawy. Jego plan został zatwierdzony przez Francuską Akademię Nauk (franc. l’Académie des Sciences), wiele organizacji naukowych i rząd Francji, co przełożyło się na solidne finansowanie. Prezydent Paul Doumer (1857 –1932) przyznał mu grant w wysokości 600 tys. franków .
Dla potrzeb nowej wyprawy zlecił budowę kolejnego statku w Saint-Malo – trzymasztowego barku o wzmocnionym kadłubie, wyposażonym w potężny silnik o mocy 450 koni mechanicznych. Na pokładzie mieściły się m.in. trzy dobrze wyposażone laboratoria i biblioteka z 3 tys. książek. Jak wszystkie statki Charcota jednostka otrzymała nazwę Pourquoi-Pas? z kolejnym czwartym numerem – „Pourquoi-Pas? IV”. Została zwodowana 18 maja 1908 roku.
Załoga liczyła 22 członków, w tym 8 uczestników rejsu „Français”. Badania naukowe prowadzić mieli: Charcot (lekarz; biologia), Maurice Bongrain (1879–1951) (astronomia, sejsmografia, hydrografia, grawitacja), Louis Gain (1883–1963) (nauki przyrodnicze), René-Émile Godfroy (1885–1981) (pływy, chemia atmosfery), Ernest Gourdon (1873–1955) (geologia, glacjologia), Jacques Liouville (1879–1960) (lekarz asystent;zoologia), Jules Rouch (1884–1973) (meteorologia, elektryczność atmosfery, oceanografia fizyczna) oraz Albert Senouque (1882–1969) (magnetyzm).
Zafascynowany rozwojem motoryzacji Charcot postanowił wykorzystać do poruszania się po lądolodzie antarktycznym sanie motorowe. W 1908 roku próby różnych modeli tego sprzętu prowadził wraz z Robertem F. Scottem (1868–1912) na przełęczy Lautaret we francuskich Alpach Delfinackich . Troje takich sani zabrał na Antarktydę – jednak po ich uruchomieniu na miejscu doszedł do wniosku, że nie nadawały się one jeszcze do zastosowania w warunkach antarktycznych i wymagały wielu modyfikacji i testów.
Wyprawa wyruszyła z portu w Hawrze 15 sierpnia 1908 roku. Trasa wiodła przez Rio de Janeiro, Buenos Aires i Punta Arenas, dalej przez Cieśninę Drake’a, Smith Island, Deception Island do Booth Island, dokąd ekspedycja dotarła 29 grudnia.
1 stycznia 1909 rok odkryto kolejny naturalny port na Petermann Island – potencjalne miejsce zimowania, który Charcot nazwał Port Circumcision. 4 stycznia Charcot, Goudron i Godfroy rozpoczęli przeprawę na kontynent, jednak ponieważ nie wzięli ze sobą ani wystarczających racji żywnościowych ani ubrań na zmianę, a morze zaczęło zamarzać, mieli szczęście, że „Pourquoi-Pas? IV” przybył im na ratunek. W dniu następnym statek wpłynął na skały przy Cape Tuxen, uszkadzając kil i nabierając wody. Po nadejściu przypływu i dzięki potężnym silnikom załodze udało się uwolnić jednostkę, wypompować wodę i przeprowadzić niezbędne naprawy. 12 stycznia „Pourquoi-Pas? IV” popłynął w stronę Wyspy Adelajdy i trzy dni później odkryto zatokę na południu wyspy, którą Charcot nazwał imieniem swojej żony – Zatoką Małgorzaty. Wyspę zbadano i zmapowano. Załoga wylądowała również na wyspie – którą nazwano imieniem żony Maurice’a Bongraina – Jenny Island, skąd rozciągał się dobry widok na Wyspę Adelajdy i kontynent. Charcot zdał sobie wówczas sprawę z błędu jaki popełnił podczas poprzedniej ekspedycji nazywając Wyspę Adelajdy Wybrzeżem Loubeta – nazwę Wybrzeże Loubeta – Loubet Coast – nadal zatem wybrzeżu kontynentu na wschód od wyspy a obszar na południe nazwał Wybrzeżem Fallières Fallières Coast na cześć kolejnego prezydenta Francji Armanda Fallières’a (1841–1931). Następnie wyprawa podążyła dalej ku Wyspie Aleksandra, lecz wkrótce musiała wycofać się do Zatoki Małgorzaty, gdzie Charcot ponownie zaczął szukać miejsca na przezimowanie. Po jeszcze jednej nieudanej próbie podejścia do Wyspy Aleksandra, statek powrócił na Jenny Island, skąd Bongrainowi udało się udowodnić insularny charakter Wyspy Adelajdy. Wobec braku odpowiedniego miejsca na spędzenie zimy i coraz częściej występujące góry lodowe i pak lodowy, 30 stycznia wyprawa zawróciła, by przezimować na Petermann Island.

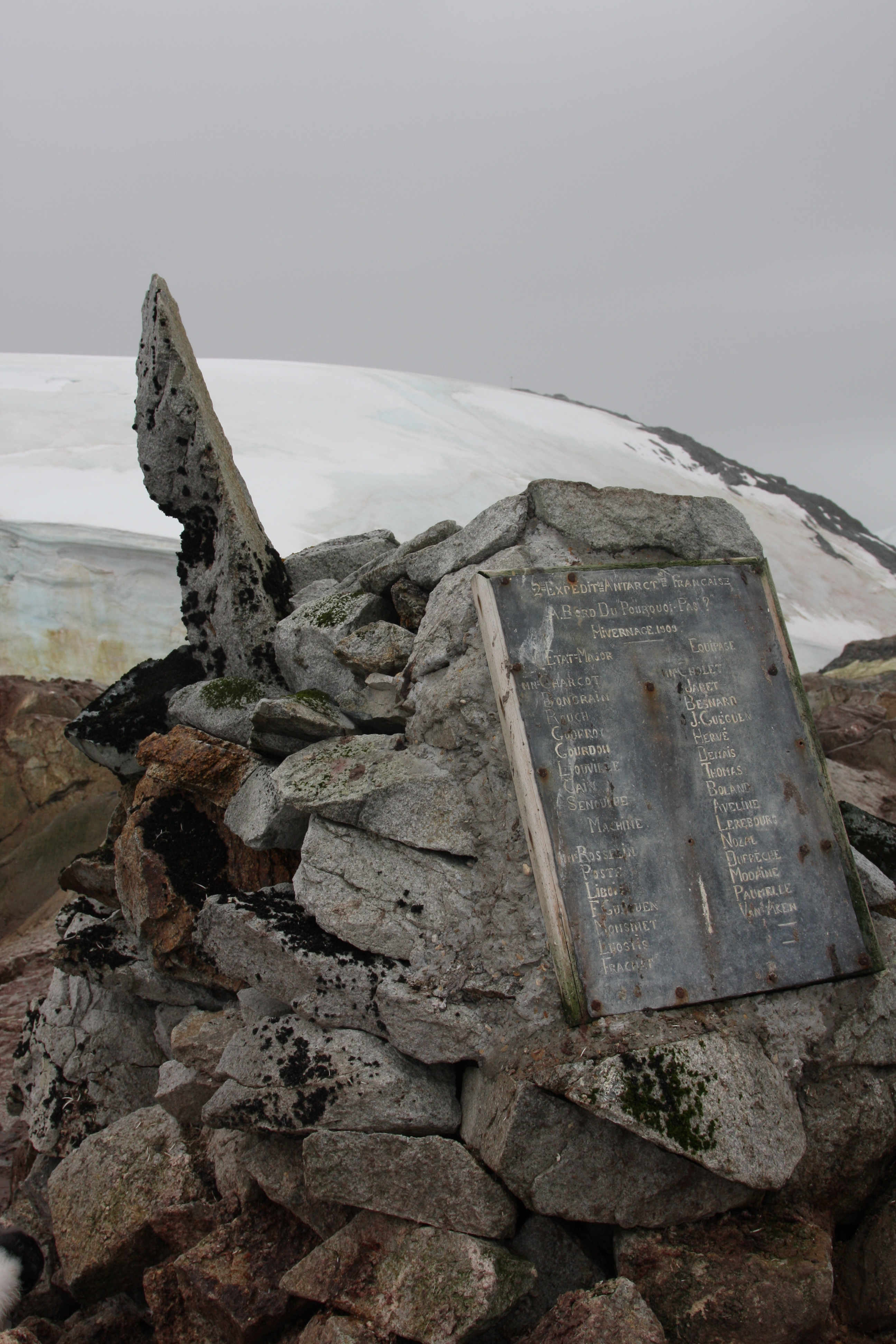
Kopiec Charcota (1909)

Ekspedycja była dobrze przygotowana do przezimowania – wzniesiono chaty na sprzęt badawczy z oświetleniem elektrycznym, wąskie wejście do portu zabezpieczono stalowymi linami by nie wpływały góry lodowe a nad statkiem rozpięto dach z płótna. By nie popaść w nudę i marazm załoga oddawała się lekturze książek z pokładowej biblioteki, Charcot codziennie udostępniał kolejne wydanie gazety „Le Matin” a piszący powieść Rouch czytał jej kolejne odcinki załodze. Na Megalestris Hill usypano kamienny kopiec, na którym zamontowano tabliczkę z imionami członków ekspedycji, którzy zimowali na wyspie . Kopiec znajduje się na liście historycznych miejsc i pomników w Antarktyce (ang. Historic Sites and Monuments in Antarctica, HSM), objętych ochroną na mocy Układu Antarktycznego ze względu na wartość historyczną, dokumentującą odkrycia i badania Antarktyki .
We wrześniu i październiku podejmowano kolejne próby eksploracji kontynentu. W listopadzie warunki pogodowe pozwoliły na wyjście „Pourquoi-Pas? IV” z portu i Charcot skierował się na Deception Island, by uzupełnić zapasy węgla, wody i żywności. Przeprowadzono wówczas szczegółowe badania wyspy. Nurkowie zbadali również statek, wykrywając poważne uszkodzenia, co jednak nie przeszkodziło Charcotowi w powrocie na południe. Planował dotrzeć do Zatoki Nadziei, by zabrać stamtąd zbiory skamieniałości Gunnara Anderssona (1874–1960) pozostawione podczas akcji ratunkowej oraz, by pomóc hojnym wielorybnikom z Deception Island eksplorując możliwe porty Joinville Island. Cel ten nie został jednak osiągnięty z uwagi na pak lodowy. Popłynięto do Bridgeman Island, gdzie dokonano pierwszego w historii udokumentowanego lądowania, i dalej na Wyspę Króla Jerzego.
6 stycznia 1910 roku statek skierował się na południe, docierając w końcu do Wyspy Aleksandra. Obok Wyspy Aleksandra odkryto kolejną wyspę, którą nazwano na cześć ojca Charcota Wyspą Charcota . Dalsza eksploracja wybrzeża okazała się trudna z uwagi na obecność paku lodowego. 14 stycznia dostrzeżono Wyspę Piotra I, którą odkrył rosyjski badacz Fabian Bellingshausen (1778–1852) i przez 90 lat nikt inny jej nie zoczył. Żeglując pomiędzy 69° a 70°S wyprawa osiągnęła 124°W, po czym Charcot zdecydował 22 stycznia o powrocie na północ. 11 lutego 1910 roku „Pourquoi-Pas? IV” osiągnął Punta Arenas. W dniu 5 czerwca 1910 roku Pourquoi-Pas? IV wpłynął do portu w Rouen.
Ekspedycja odkryła ponad 3200 km nieznanych dotąd wybrzeży antarktycznych i sporządziła dokładne mapy terenów na południe do 70°S. Plon naukowy wyprawy stanowiły niezliczone pomiary oceanograficzne, obserwacje meteorologiczne i glacjologiczne, wyniki badań magnetyzmu ziemskiego, które wraz z mapami wydano w 28 tomach publikacji naukowych. Mapy były tak dokładne, że pozostawały w użyciu przez kolejne 25 lat.
Robert Falcon Scott (1868–1912) nazywał Charcota dżentelmenem biegunów (ang. The gentleman of the poles).
Po powrocie, w 1912 roku wraz z Gourdonem na pokładzie „Pourquoi-Pas? IV” Charcot poprowadził wyprawę na Jan Mayen, gdzie badano działalność wulkaniczną w kraterze Eggøya. W tym samym roku „Pourquoi-Pas? IV” został statkiem szkoleniowym marynarki francuskiej .

### I wojna światowa
Po wybuchu I wojny światowej Charcot został zmobilizowany i skierowany jako lekarz wojskowy do szpitala francuskiej marynarki wojennej w Cherbourgu . W 1915 roku powierzono mu dowództwo jednostki specjalnie wybudowanej do zwalczania niemieckich okrętów podwodnych – statku-pułapki (ang. Q-ship) – „Meg” i trafił pod dowództwo Admiralicji brytyjskiej .
Podczas służby cierpiał na zapalenie opłucnej . W okresie rekonwalescencji powierzono mu monitorowanie budowy trzech statków-pułapek (fr. bateaux-pièges) konstruowanych według jego planów: „Michel et René”, „Jeanne et Geneviève” i „Meg II”. W latach 1917–1918 dowodził „Meg II” .
Wojnę zakończył odznaczony krzyżami wojennymi: brytyjskim (ang. Cross of War 14/18) i francuskim (fr. Croix de Guerre) .
W latach 1918–1925 kontynuował służbę morską, zdobywając kolejne stopnie oficerskie, aż do stopnia kapitana fregaty w 1923 roku . Przez 16 lat co roku przejmował  dowództwo „Pourquoi-Pas? IV” na trzy miesiące, prowadząc statek przeważnie na wyprawy do Arktyki. W latach 1920–1925 odbywał ekspedycje na Atlantyku, poświęcone badaniom geologicznym i litologicznym, podczas których wdrożył do eksploatacji specjalne dragi i opracował metody ich stosowania na głębokich wodach morskich. Kierował licznymi wyprawami naukowymi, m.in. na Morzu Śródziemnym, na wodach Zatoki Biskajskiej, kanału La Manche i północnego Atlantyku aż po Wyspy Owcze. W 1921 roku dwukrotnie popłynął na Rockall a jego badania wpłynęły na określenie pochodzenia skały.

### Wyprawy polarne (1925–1936)

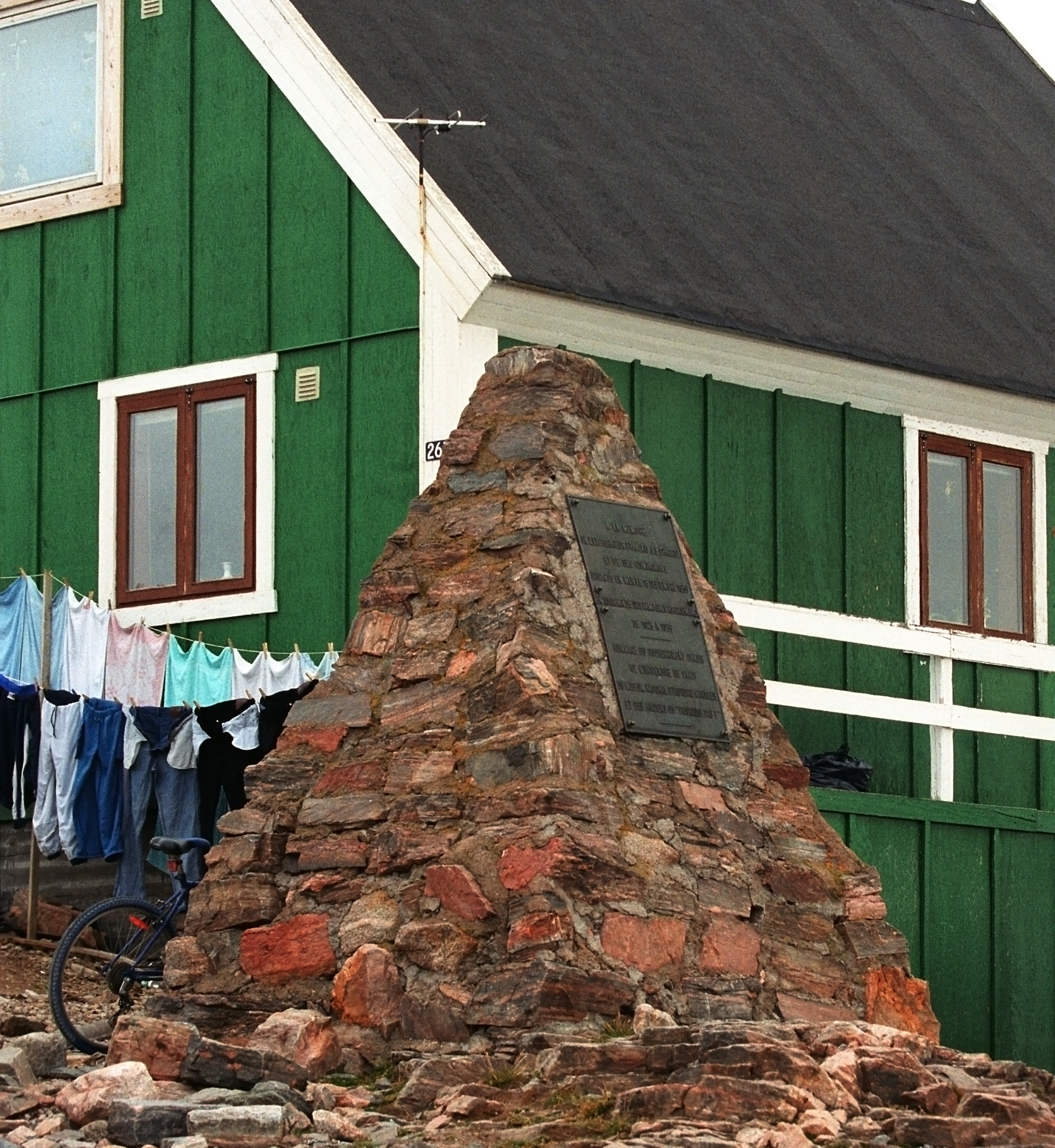
Tablica ku pamięci Jeana-Baptiste’a Charcota, Ittoqqortoormiit, Grenlandia

W 1925 roku, w wieku 58 lat, przestał dowodzić statkiem „Pourquoi-Pas? IV”, lecz nadal sprawował funkcję kierownika kolejnych misji polarnych .

#### Grenlandia (1925, 1926)
W 1925 roku po raz pierwszy dotarł na Grenlnadię, udając się na ratunek duńskiej wyprawie Bjerringa Petersena, która od roku przebywała nad Kangertittivaq i z którą urwał się kontakt. Charcot odnalazł Duńczyków, którzy utracili zdolność komunikacji ze światem zewnętrznym po tym jak ich dowódca, który jako jedyny potrafił posługiwać się alfabetem Morse’a zmarł na szkorbut. Odmówili jednak powrotu do Danii, chcąc najpierw ukończyć swoje badania. Podczas tego pobytu, Charcot zebrał skamieniałości na północy fiordu na Ziemi Jamesona. Okazały się one na tyle interesujące, że rok później Charcot zorganizował tam specjalną wyprawę. Badał wschodnie wybrzeża Grenlandii, gromadząc m.in. imponujące zbiory skamieniałości oraz okazów owadów i grenlandzkiej flory.

#### Akcja poszukiwania Latham 47 (1928)
W maju 1928 roku po przelocie nad biegunem północnym rozbił się sterowiec „Italia” Umberto Nobilego (1885–1978) , a 18 czerwca tego roku zaginął bez wieści poszukujący rozbitków francuski wodnosamolot Latham 47 z Roaldem Amundsenem (1872–1928) i Leifem Dietrichsonem (1890–1928) na pokładzie . Koczująca na lodzie załoga „Italii” została wkrótce dostrzeżona przez samolot włoski, a 23 czerwca obok obozu wylądował szwedzki pilot, który zabrał Nobilego i jego psa. Pilot wrócił po resztę załogi, lecz samolot rozbił się przy lądowaniu; rozbitkowie zostali ostatecznie uratowani 12 lipca przez radziecki lodołamacz „Krasin”. Akcja ratunkowa została poszerzona o zaginioną załogę Latham 47 dopiero po kilku dniach . Na poszukiwania francuskiego wodnosamolotu wyruszyły „Pourquoi-Pas? IV”, z Charcotem na pokładzie, oraz krążownik marynarki wojennej „Strasbourg”. Początkowo uważano, że Amundsen mógł polecieć po zaginionych koczujących na lodzie na północny wschód od Svalbardu . Bezowocne poszukiwania Charcota trwały do września. Wówczas odnaleziono w morzu jeden z pływaków maszyny Latham 47 . Uważa się, że samolot rozbił się u wybrzeży Wyspy Niedźwiedziej, lecz nikogo nigdy nie odnaleziono.

#### II Międzynarodowy Rok Polarny
Od 1930 pracował nad przygotowaniem i organizacją II Międzynarodowego Roku Polarnego z ramienia Francji. W 1930 roku wyprawił się na Morze Bałtyckie i do Sztokholmu, gdzie wziął udział w walnym zgromadzeniu Międzynarodowej Unii Geodezji i Geofizyki w ramach przygotowań do Roku Polarnego 1932/1933 . Zajmował się opracowaniem planu badań, lokalizacją i organizacją stacji badawczej w Scoresby Sund na Grenlandii. Brał udział w jej otwarciu w 1931 roku.

#### Grenlandia (1934, 1936)
W 1934 roku wyruszył ponownie na Grenlandię, wioząc wyprawę etnograficzną kierowaną przez Paula-Émile’a Victora (1907–1995), która spędziła rok w Ammassalik badając życie tamtejszych Eskimosów . W następnym roku Charcot wrócił po Victora i jego trzech towarzyszy, prowadząc jednocześnie prace nad kartowaniem wschodnich wybrzeży Grenlandii .

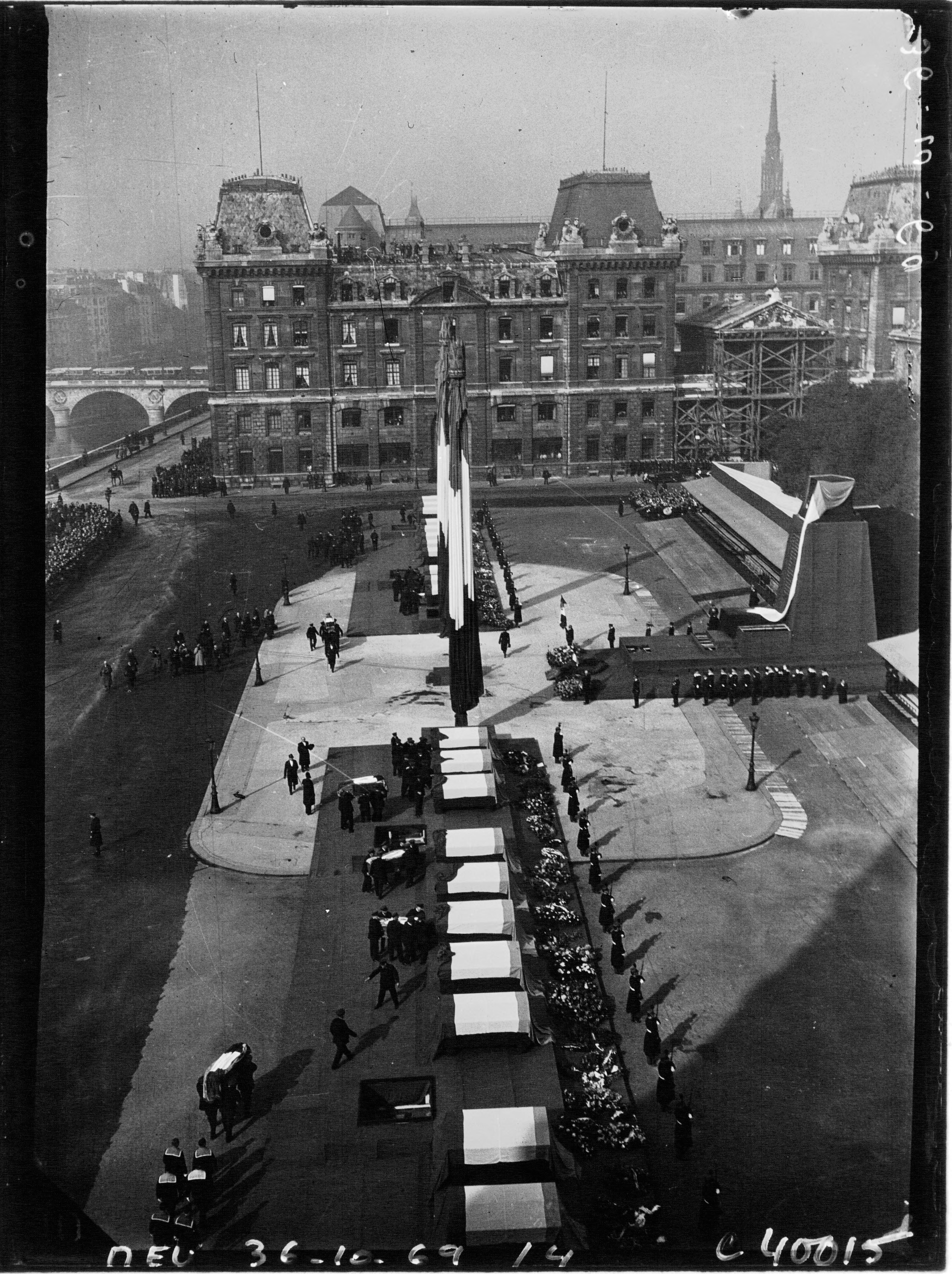
Pogrzeb Charcota i załogi statku „Pourquoi-Pas? IV” (1936)

Następny rejs ku grenlandzkim brzegom odbył w 1936 roku, wioząc kolejną wyprawę Victora . 3 września, w drodze powrotnej z Grenlandii, „Pourquoi-Pas? IV” zawinął do portu w Rejkiawiku na Islandii by naprawić uszkodzony kocioł . W dalszą drogę wypłynął 15 września, lecz następnego dnia wpadł w sam środek gwałtownego huraganu, uderzył w skały w rejonie Álftanes i zatonął . Ocalał tylko jeden członek załogi – Eugène Gonidec; 23 uznano za zmarłych a 17 za zaginionych . Odnaleziono 23 ciała, w tym Charcota, i przetransportowano do Francji.
Uroczystości żałobne po śmierci Charcota i załogi statku „Pourquoi-Pas? IV” miały rangę państwową . Odbyły się w dniu 12 października 1936 roku w paryskiej katedrze Notre-Dame . Charcot został pochowany w rodzinnym grobowcu na cmentarzu Montmartre w Paryżu .

## Publikacje
Publikacje podane za Speake (2014):
- 1906 – Journal de l’expedition antarctique français: Le „Français“ au pôle Sud
- 1911 – Le „Pourquoi pas?“ dans l’Antarctique 1908–1910
- 1912 – Autour du Pôle sud
- 1924 – De la participation de la marine nationale aux recherches maritimes scientifiques
- 1928 – Christophe Colomb vu par un marin
- 1929 – La Mer du Groenland: Croisièrs du „Pourquoi pas?“
- 1934 – Jean Charcot. Voyages aux îles Feroë.

## Członkostwa, nagrody i odznaczenia
- 1905 – Kawaler Orderu Legii Honorowej[45]
- 1910 – Oficer Orderu Legii Honorowej[45]
- 1911 – złoty medal Królewskiego Towarzystwa Geograficznego[2]
- 1913 – przewodniczący Yacht Club de France[2]
- 1914 – złoty medal Rosyjskiego Towarzystwa Geograficznego[10]
- 1925 – Komandor Orderu Legii Honorowej[10][45]
- 1926 – członek Francuskiej Akademii Nauk (fr. l’Académie des Sciences)[46]
- 1927 – medal Société d'encouragement au progrès[2]
- 1929 – członek Académie de Marine[2]
- 1930 – członek Académie nationale de médecine[2]
- 1934 – Wielki Oficer Orderu Legii Honorowej[2] [45]
- 1934 – złoty Medal Wdzięczności Francuskiej[2]
- Oficer Orderu Palm Akademickich[2]
- Oficer Orderu Zasługi Rolniczej[45]
- komandor, oficer i kawaler innych orderów zagranicznych[45]

W uznaniu służby podczas I wojny światowej otrzymał:
- Krzyż Wojenny 1914–1918 z brązową palmą[2]
- Krzyż Wybitnej Służby[2]

## Upamiętnienie
Na cześć Charcota nazwano następujące obiekty geograficzne na terenie Antarktyki:
- Charcot Bay[47]
- Cape Charcot[48]
- Charcot Cove[49]

oraz obiekty podwodne:
- Charcot Canyon[50]
- Charcot Fan[51]
- Charcot Ridge[52]

Na cześć Charcota nazwano również rodzaj porostów – Charcotiana.
Francuskie przedsiębiorstwo Compagnie du Ponant nazwało jeden ze swoich statków wycieczkowych Le Commandant Charcot .
W 2007 roku w Sandgerði na Islandii otwarto Muzeum Charcota . W Fáskrúðsfjörður znajduje się pomnik dłuta islandzkiego rzeźbiarza Einara Jónssona (1874–1954) upamiętniający Charcota i załogę „Pourquoi-Pas?” .